# Рено, Фернан
Фернан Рено (фр. Fernand Renault; 1865 — 1909) — французский промышленник, основавший вместе со своими братьями Луи и Марселем компанию Renault 25 февраля 1899 года.

## Биография
Фернан играл важную роль в развитии коммерческой сети компании, включая создание первых филиалов в Англии, Бельгии, Италии, Германии, Испании, а также в Соединенных Штатах.
В 1908 году, по состоянию здоровья, он продал свои акции компании своему брату Луи, который переименовал компанию в автомобильное Общество Луи Рено.
После продолжительной болезни он умер в 1909 году.